# Trafic de cannabis
 (juin 2010).
Le trafic de cannabis consiste à échanger de l'argent contre des produits illicites importés, tels que le shit (résine de cannabis) ou l'herbe. Ces substances proviennent plus spécialement, du Maroc pour la résine et des Pays-Bas pour l'herbe. Le trafic de cannabis est assimilé en France au trafic de stupéfiants, crime passible de trente ans de réclusion criminelle lorsqu'il est pratiqué par des bandes organisées.

## Fonctionnement
Les dealers ont des connaissances qui leur permettent d'importer en France de la résine ou de l'herbe qu'ils vont revendre en gros ou au détail.
Le « go fast » est un procédé qui consiste à importer des produits illicites, notamment du cannabis, en conduisant à grande vitesse des véhicules puissants, sur un trajet de l'étranger à la France, sans arrêter le véhicule.
Le cannabis est ensuite redistribué par des petits revendeurs locaux (« à la sauvette ») ou bien par des grossistes qui vivent de ce trafic. Un grossiste écoule entre 100 et 150 kg par an.
Il est à la tête d'une organisation où chacun a son rôle : plusieurs équipes de trois (un dealer et deux guetteurs) vendent sur un territoire et chacun est payé selon sa fonction. Il existe aussi des « nourrices » : ce sont des personnes qui, qu'elles le veuillent ou non, gardent la drogue des trafiquants à leur domicile et sont ensuite rémunérées en contrepartie de leur silence.

## Sanctions

### en France
- Le trafic de stupéfiants (dont le cannabis fait partie), s'il est pratiqué sans circonstances aggravantes, expose en France ses auteurs à des peines allant de dix à vingt ans d'emprisonnement selon les cas, et jusqu'à 7 500 000 euros d'amende[1].

- Le trafic de stupéfiants est passible en France de trente ans de réclusion criminelle et de 7 500 000 euros d'amende lorsqu'il est effectué en bande organisée[1].

- En cas de blanchiment de l'argent provenant du trafic, la sanction peut s'élever à la réclusion criminelle à perpétuité, et à 7 500 000 euros d'amende[1].

## Pays d'exportation
Le principal pays d'exportation est le Maroc, mais depuis 2015 l'Albanie voit sa production augmenter au cœur de l'Europe : 5 millions de plantes y ont été détruits en 2016. La mafia albanaise contrôle cette agriculture illégale, les principaux débouchés étant l'Italie, la Suisse et la France.